# Kraftwerk Rizziconi
Das Kraftwerk Rizziconi ist ein mit Erdgas betriebenes Gas-und-Dampf-Kombikraftwerk in der italienischen Gemeinde Rizziconi ungefähr 70 km nordöstlich von Reggio Calabria in Kalabrien. Die Anlage im Besitz des Schweizerischen Energiekonzerns Axpo besteht aus zwei unabhängigen 380-MW-Blöcken und ist praktisch baugleich zum Kraftwerk Sparanise.

## Geschichte
Das Projekt für das Kraftwerk wurde von EGL Italia, der im Jahr 2000 in Genua gegründeten Tochtergesellschaft der schweizerischen EGL AG aufgesetzt. Die EGL hatte das Ziel in Italien vier Gaskraftwerke zu bauen, wovon drei realisiert wurden. Die Anlagen mit einer Gesamtleistung von 1,8 GW stehen in Sparanise, Rizziconi und Ferrara. Das Kraftwerk Rizziconi wurde in 27 Monaten gebaut und ging im Juli 2008 ans Netz. Es war im Jahr 2020 im Besitz von Axpo, die EGL übernommen hatte.

## Technik
Das Kraftwerk besteht aus zwei identischen 380-MW-Blöcken, die unabhängig voneinander betrieben werden können und einen Gesamtwirkungsgrad von ungefähr 56 % haben. Die Anlage wird von Snam mit Erdgas versorgt und gibt die Energie in das nur 300 m entfernte Unterwerk von Terna ab, das mit dem 380-kV-Hochspannungsnetz verbunden ist.
Jeder Block ist mit einer 260-MW-Gasturbine ausgerüstet, deren Abgase in einem horizontal durchströmten Abhitzedampferzeuger genutzt werden um den geschlossenen Wasser-Dampf-Kreislauf einer 120-MW-Dampfturbine aufzuheizen. Das Abdampf der Turbine wird in einem luftgekühlten Kondensator wieder zu Wasser umgewandelt. Jede Turbine ist mit einem eigenen Wellenstrang mit dem zugehörigen Generator verbunden. Diese Mehrwellenkonfiguration erlaubt einen flexibleren Betrieb gegenüber Anlagen, bei welchen die Gas- und die Dampfturbine mit einem gemeinsamen Wellenstrang einen einzigen Generator antreiben.